# Bolinao
Bolinao è una municipalità di prima classe delle Filippine, situata nella Provincia di Pangasinan, nella regione di Ilocos.
Bolinao è formata da 30 baranggay:
- Arnedo
- Balingasay
- Binabalian
- Cabuyao
- Catuday
- Catungi
- Concordia (Pob.)
- Culang
- Dewey
- Estanza
- Germinal (Pob.)
- Goyoden
- Ilogmalino
- Lambes (Lames)
- Liwa-liwa

- Lucero
- Luciente 1.0
- Luciente 2.0
- Luna
- Patar
- Pilar
- Salud
- Samang Norte
- Samang Sur
- Sampaloc
- San Roque
- Tara
- Tupa
- Victory
- Zaragoza